# طوم مادوكس
طوم مادوكس (بالإنجليزية: Tom Maddox) (أكتوبر 1945، بيكلي في الولايات المتحدة)؛ كاتب سيناريو، صحفي وروائي أمريكي.

## روابط خارجية
- طوم مادوكس على موقع IMDb (الإنجليزية)